# Leichtathletik-Weltmeisterschaften 1991/Diskuswurf der Frauen

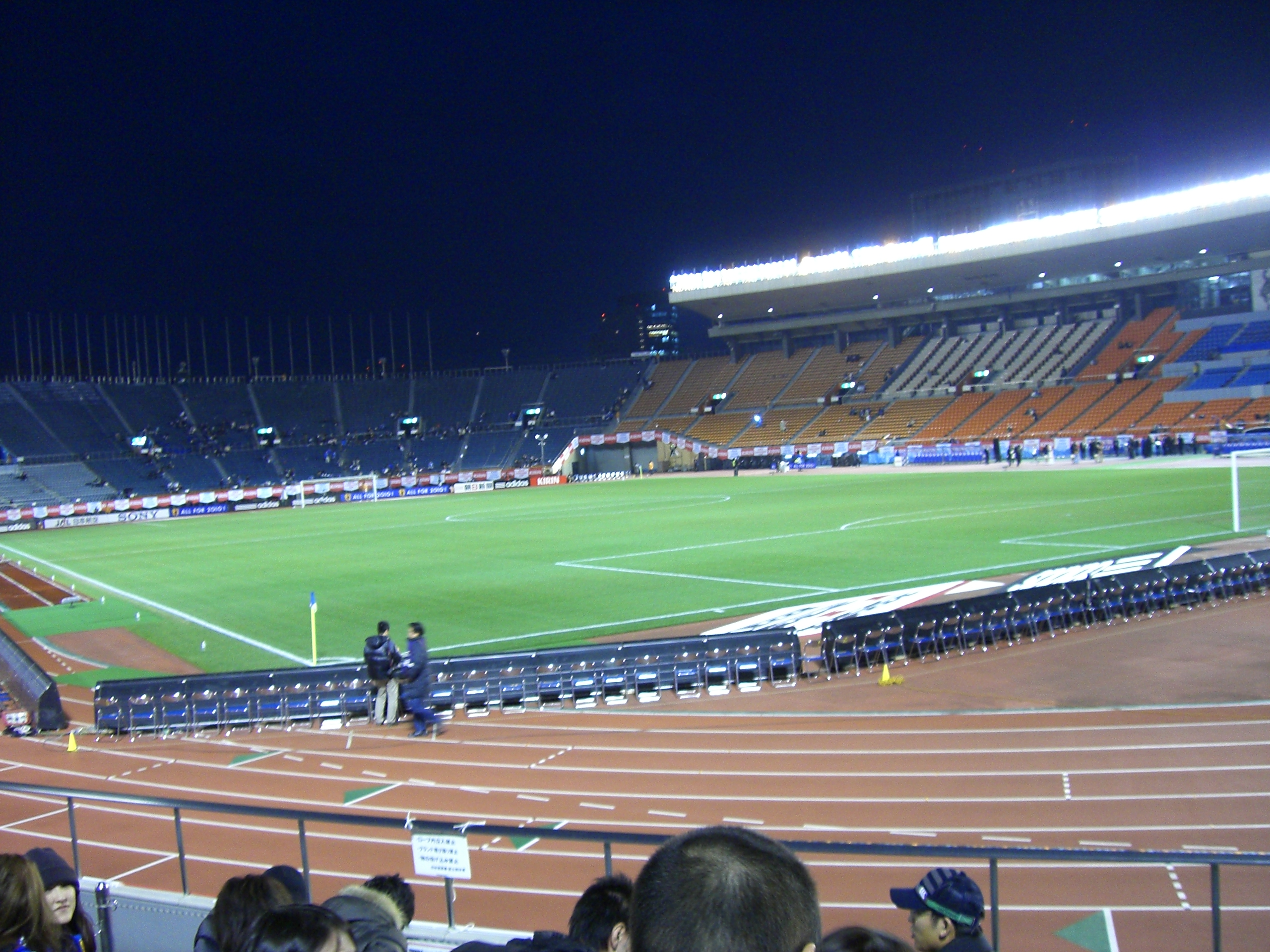
Das Olympiastadion in Tokio im Jahr 2008

Der Diskuswurf der Frauen bei den Leichtathletik-Weltmeisterschaften 1991 wurde am 29. und 31. August 1991 im Olympiastadion der japanischen Hauptstadt Tokio ausgetragen.
Weltmeisterin wurde die bulgarische Olympiazweite von 1988, WM-Dritte von 1987, Europameisterin von 1982 und Vizeeuropameisterin von 1986 Zwetanka Christowa. Silber ging an Ilke Wyludda aus Deutschland, die im letzten Jahr noch für die DDR startend Europameisterin geworden war. Laryssa Mychaltschenko aus der Sowjetunion errang die Bronzemedaille.
Die Siegerin Zwetanka Christowa wurde im kommenden Jahr Olympiazweite und hatte 1993 nach einem Dopingvergehen eine vierjährige Sperre hinzunehmen. 1997 nahm sie noch einmal an Weltmeisterschaften teil und startete 2004 mit 42 Jahren noch einmal bei Olympischen Spielen, schied jedoch jeweils in der Vorrunde aus. Im Jahr 2008 verstarb sie 46-jährig an einer Lungenkrebserkrankung.

## Bestehende Rekorde
| Weltrekord               | 76,80 m | Gabriele Reinsch | Neubrandenburg, DDR           | 9. Juli 1988    |
| Weltmeisterschaftsrekord | 71,62 m | Martina Hellmann | WM 1987 in Helsinki, Finnland | 31. August 1987 |

Der bestehende WM-Rekord wurde bei diesen Weltmeisterschaften nicht eingestellt und nicht verbessert.
Die Australierin Daniela Costian stellte im Finale am 31. August mit 66,06 m einen neuen Ozeanienrekord auf.

## Qualifikation
29. August 1991, 19:00 Uhr
Dreißig Teilnehmerinnen traten in zwei Gruppen zur Qualifikationsrunde an. Die Qualifikationsweite für den direkten Finaleinzug betrug 64,00 m. Fünf Athletinnen übertrafen diese Marke (hellblau unterlegt). Das Finalfeld wurde mit den sieben nächstplatzierten Sportlerinnen auf zwölf Werferinnen aufgefüllt (hellgrün unterlegt). So mussten schließlich 59,42 m für die Finalteilnahme erbracht werden.

### Gruppe A

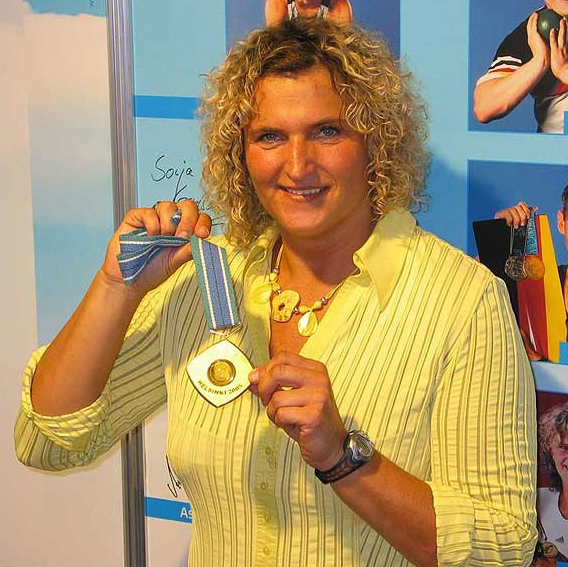
Franka Dietzsch (hier 2007), später sehr erfolgreiche Diskuswerferin, scheiterte mit 59,16 m in der Qualifikation
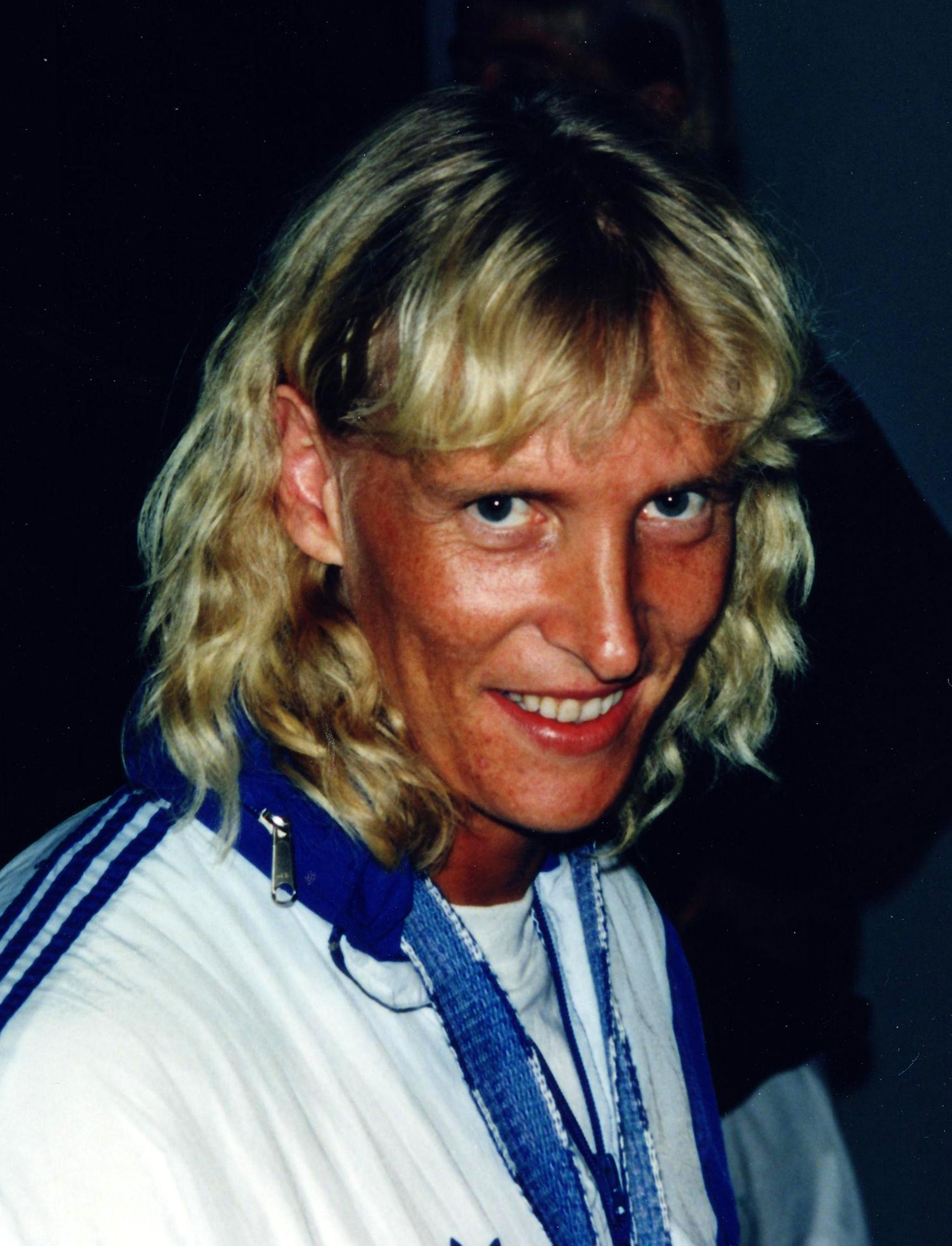
Mette Bergmann erreichte mit ihren 55,78 m nicht das Finale

| Platz | Name               | Nation              | Resultat (m) |
| 1     | Ilke Wyludda       | Deutschland         | 67,72        |
| 2     | Daniela Costian    | Australien          | 62,74        |
| 3     | Maritza Martén     | Kuba                | 60,8         |
| 4     | Iryna Jattschanka  | Sowjetunion         | 60,38        |
| 5     | Zhao Yonghua       | Volksrepublik China | 59,80        |
| 6     | Franka Dietzsch    | Deutschland         | 59,16        |
| 7     | Stefania Simowa    | Bulgarien           | 58,10        |
| 8     | Lacy Barnes        | USA                 | 56,84        |
| 9     | Agnese Maffeis     | Italien             | 56,36        |
| 10    | Mette Bergmann     | Norwegen            | 55,78        |
| 11    | Teresa Machado     | Portugal            | 53,64        |
| 12    | Alice Matejková    | Tschechoslowakei    | 53,22        |
| 13    | Ikuko Kitamori     | Japan               | 48,52        |
| 14    | Maria Obando       | Nicaragua           | 41,78        |
| DNS   | Hanan Ahmed Khaled | Ägypten             |              |

### Gruppe B
| Platz | Name                   | Nation              | Resultat (m) |
| 1     | Zwetanka Christowa     | Bulgarien           | 67,10        |
| 2     | Martina Hellmann       | Deutschland         | 65.26        |
| 3     | Laryssa Mychaltschenko | Sowjetunion         | 64,68        |
| 4     | Elina Swerawa          | Sowjetunion         | 61,86        |
| 5     | Xiao Yanling           | Volksrepublik China | 61,68        |
| 6     | Bárbara Hechavarría    | Kuba                | 60,86        |
| 7     | Min Chunfeng           | Volksrepublik China | 59,42        |
| 8     | Vladimira Malatová     | Tschechoslowakei    | 58,38        |
| 9     | Marie-Paule Geldhof    | Belgien             | 57,26        |
| 10    | Carla Garrett          | USA                 | 56,62        |
| 11    | Jackie McKernan        | Großbritannien      | 55,64        |
| 12    | Manuela Tirneci        | Rumänien            | 55,62        |
| 13    | Penny Neer             | USA                 | 54,26        |
| 14    | Angeles Barreiro       | Spanien             | 51,24        |
| 15    | Wilna Bredenhann       | Namibia             | 43,60        |
| 16    | Hughette Robertson     | Guyana              | 34,52        |

## Finale
31. August 1991, 18:10 Uhr
Hinweis: Das Zeichen x zeigt einen ungültigen Versuch an.
| Platz | Name                   | Nation              | Resultat (m) | 1. Versuch (m)                                  | 2. Versuch (m)                                  | 3. Versuch (m)                                  | 4. Versuch (m)                              | 5. Versuch (m)                              | 6. Versuch (m)                              |
| 1     | Zwetanka Christowa     | Bulgarien           | 71,02        | 61,16                                           | 64,20                                           | 62,82                                           | x                                           | 66,96                                       | 71,02                                       |
| 2     | Ilke Wyludda           | Deutschland         | 69,12        | 67,10                                           | 68,78                                           | 66,34                                           | 69,00                                       | 69,12                                       | x                                           |
| 3     | Laryssa Mychaltschenko | Sowjetunion         | 68,26        | 66,20                                           | 67,30                                           | 67,46                                           | 67,12                                       | 67,96                                       | 68,26                                       |
| 4     | Martina Hellmann       | Deutschland         | 67,14        | 65,32                                           | 66,28                                           | 67,14                                           | 65,80                                       | x                                           | 66,56                                       |
| 5     | Daniela Costian        | Australien          | 66,06 OZ     | 64,32                                           | x                                               | 65,56                                           | x                                           | 66,06                                       | x                                           |
| 6     | Min Chunfeng           | Volksrepublik China | 65,56        | 63,76                                           | 64,70                                           | 62,32                                           | 65,56                                       | 63,88                                       | 64,30                                       |
| 7     | Iryna Jattschanka      | Sowjetunion         | 64,92        | 63,34                                           | 63,86                                           | x                                               | 64,92                                       | 60,76                                       | 62,24                                       |
| 8     | Zhao Yonghua           | Volksrepublik China | 63,62        | 60,94                                           | 63,62                                           | 61,28                                           | x                                           | 60,84                                       | x                                           |
| 9     | Elina Swerawa          | Sowjetunion         | 63,22        | Einzelversuche in den Quellen nicht aufgelistet | Einzelversuche in den Quellen nicht aufgelistet | Einzelversuche in den Quellen nicht aufgelistet | nicht im Finale der besten acht Werferinnen | nicht im Finale der besten acht Werferinnen | nicht im Finale der besten acht Werferinnen |
| 10    | Maritza Martén         | Kuba                | 62,40        | Einzelversuche in den Quellen nicht aufgelistet | Einzelversuche in den Quellen nicht aufgelistet | Einzelversuche in den Quellen nicht aufgelistet | nicht im Finale der besten acht Werferinnen | nicht im Finale der besten acht Werferinnen | nicht im Finale der besten acht Werferinnen |
| 11    | Xiao Yanling           | Volksrepublik China | 61,20        | Einzelversuche in den Quellen nicht aufgelistet | Einzelversuche in den Quellen nicht aufgelistet | Einzelversuche in den Quellen nicht aufgelistet | nicht im Finale der besten acht Werferinnen | nicht im Finale der besten acht Werferinnen | nicht im Finale der besten acht Werferinnen |
| 12    | Bárbara Hechavarría    | Kuba                | 60.62        | Einzelversuche in den Quellen nicht aufgelistet | Einzelversuche in den Quellen nicht aufgelistet | Einzelversuche in den Quellen nicht aufgelistet | nicht im Finale der besten acht Werferinnen | nicht im Finale der besten acht Werferinnen | nicht im Finale der besten acht Werferinnen |

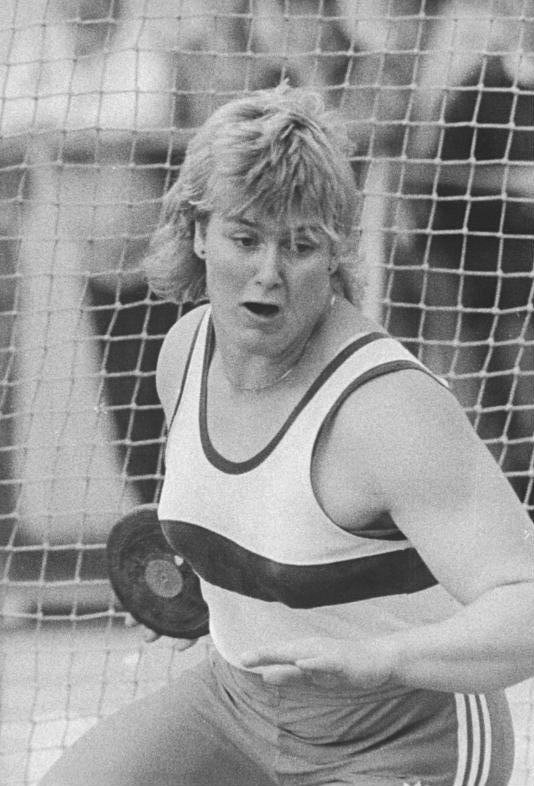
Als amtierende Europameisterin wurde Ilke Wyludda Vizeweltmeisterin
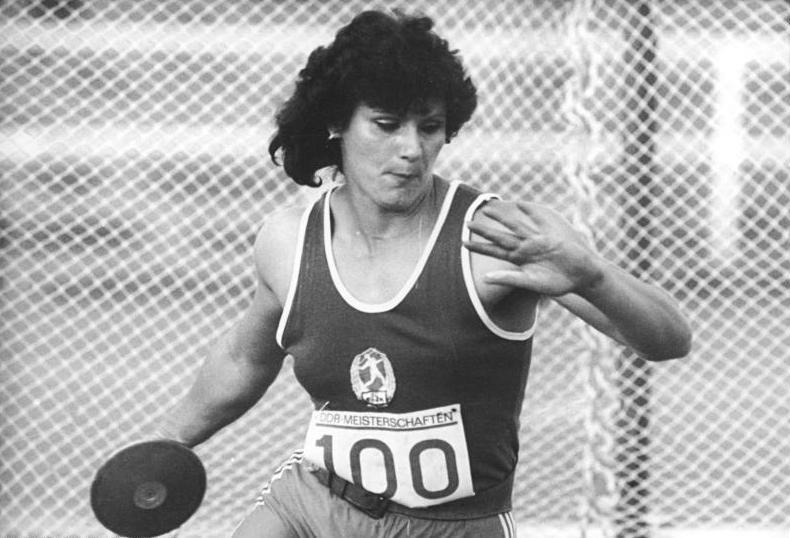
Martina Hellmann, zweifache Weltmeisterin (1983/1987), 1988 Olympiasiegerin und zweifache EM-Dritte (1986/1990) kam diesmal auf den vierten Platz
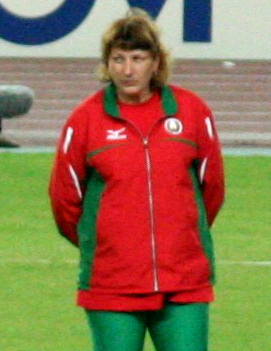
Iryna Jattschanka erreichte Platz sieben

## Video
- 3669 World Track & Field 1991 Discus Women auf youtube.com, abgerufen am 4. Mai 2020